# Ruadhan de Lorrha
Ruadhan de Lorrha (gaélique : Ruadhán, à rapprocher du celtique roudo rouge), de son nom complet Ruadán mac Fergusa Birn est un moine catholique ayant vécu au VIe siècle et considéré comme un des Douze apôtres de l'Irlande.

## Biographie
Ruadán est né à Tara, dans le Leinster et est éduqué à l'abbaye de Clonard par saint Finien. Il fonde le monastère de Lorrha. Il y est mort de causes naturelles le 15 avril 584. Une de ses mains était conservée comme relique jusqu'à la réforme protestante.
Disciple de Finien de Clonard, Ruadhan ou Ruadán  fonde le monastère de Lorrha en Osraige. Selon la tradition, l'Ard ri Érenn Diarmait mac Cerbaill ayant envahi son monastère pour capturer le roi de Connacht qui s'était placé sous la protection de l'église, Ruadhan aurait prononcé un anathème contre Tara et aurait ainsi contribué à la chute du royaume païen de l'Irlande pré-chrétienne
On le fête le 15 avril.